# 서건우 (바둑 기사)
서건우(徐健佑, 1987년 2월 24일 ~ )는 대한민국의 바둑 기사이다.

## 약력
2003년에 입단하였으며, 2010년 5단을 거쳐 2013년 2월에 6단으로 승단했다. 2004년 제8회 SK가스배 신예프로10걸전 본선과 제16기 기성전 8강에 진출했다. 2005년 제1기 원익배 본선과 2006년 제11기 박카스배 천원전 본선에 진출했으며 2006 바둑리그 참가했다. 2007년 KB국민은행 2007한국바둑리그 출전에 출전하였고, 제51회 국수전 본선에 진출했으며 제41회 왕위전 본선 16강에 올랐다. 2009년 제37기 하이원배 명인전 본선에 진출했다. 2016년 7단으로 승단했다.